# Биров
Биров (мађ. bíró — судија) је некад у појединим нашим крајевима, првенствено у Војводини, био сеоски судија или сеоски старешина уопште: „Der Unter-knez im Dorfe, genus magistri vici“ (Вуков речник). Где није било у селу кнеза или вишег старешине, биров га је замењивао.
У Војводини је након што је цар Леополд I поделио повластицу будимским Србима (1696. у предграђу Табан, које је касније припојено Будиму), назив биров је добио старешина верске општине. На челу српске општине био је танач (савет, веће), састављен од једног бирова и неколико чланова (ешкута ешкут - заклети већник, од мађарског eski заклетва) изабраних на годину дана из круга угледних грађана. По узору на ову и на друге верске општине у Угарској образоване су варошке верске општине и у Србији, још за турске владавине, а онда и под аустријском окупацијом.
Једини очувани подаци односе се на Београд (1908) Ново становништво, које се нагло насељавало Београд и Србију, уносило је врло различита схватања општинског уређења, па су верске заједнице под Аустријом биле другачије него оне под Турцима и судећи по називима биле су уређене као оне по обрасцу српских опшина преко Саве и Дунава (2. јуна 1708, пише „Аврам Ђурић биров Савске Вароши с осталим ешкутима“ будимском бирову о неком дугу.
И биров и ешкути бирани су у присуству и са саглашношћу аустријских власти, иначе избор није био пуноважан.